# Epiplema amorata
Epiplema amorata är en fjärilsart som beskrevs av Alpheus Spring Packard 1876. Epiplema amorata ingår i släktet Epiplema och familjen Uraniidae. Inga underarter finns listade i Catalogue of Life.